# Trox granuliceps
Trox granuliceps är en skalbaggsart som beskrevs av Haaf 1954. Trox granuliceps ingår i släktet Trox och familjen knotbaggar. Inga underarter finns listade i Catalogue of Life.